# Babilou
Ne pas confondre avec l'association Baby Loup des Yvelines et l'affaire de la crèche Baby Loup.
Babilou est le nom commercial en France des crèches d’entreprises et de collectivités de la société Evancia. En 2023, l'entreprise compte 1 200 crèches dans le monde, dont 500 en France.

## Histoire
L'entreprise est fondée en France en 2003 par les frères Rodolphe et Édouard Carle, pour qui le pays manquait de solutions d’accueil pour les enfants de moins de 3 ans. Il jugent cette situation comme étant en décalage avec la dynamique des naissances et le taux d’emploi des femmes en France, figurant alors parmi les plus élevés d’Europe. Leur premier jardin d’éveil « Les Tilleuls » voit le jour à Boulogne-Billancourt (Hauts-de-Seine).
En 2004, les crèches Babilou deviennent conventionnées, à la suite de l'ouverture des dispositifs financiers de la CNAF au secteur privé, permettant aux familles de bénéficier du même tarif qu’en crèche municipale[réf. souhaitée].
Entre 2008 et 2013, le groupe « Alpha Private Equity Fund 5 » possède 46 % du capital. Au cours de cette période, l'entreprise se rapproche[pas clair] d’autres gestionnaires de crèches afin de former le groupe Babilou[réf. souhaitée].
À partir de 2013, l'entreprise commence à s'étendre à l'étranger. En 2014, Babilou rachète les crèches 123 Soleil. La même année, la Société Générale Capital Partenaires, la société belge Copeba et RAISE rentrent au capital de l'entreprise suivies en 2017 par le fonds d'investissement TA Associates. En 2020, le fonds d'investissement Antin Partners devenait actionnaire majoritaire,, bien que la famille Carle reste actionnaire de référence,,.
En 2021, Babilou dispose de 12000 places et enregistre un chiffre d'affaires de 850 millions €.

### Groupe Babilou Family et développement international
Babilou s'est étendu en 2014 en Belgique après le rachat de deux établissements. La marque Babilou Family est créée en 2019, et englobe l'ensemble de ses marques dans le monde, en plus de "Babilou" en France. En 2020, Babilou lance le label ELSA (Environnement Ludique Sécurisé et Apprenant), destiné à promouvoir des pratiques responsables et inclusives dans le domaine de la petite enfance,. En 2022, Babilou obtient le statut d'entreprise à mission, conformément à la loi Pacte.
En 2023, le groupe compte 1 200 crèches ainsi que 10 000 employés dans 12 pays, avec les marques locales :
- France : Babilou, Crèche & Go
- Allemagne : Denk Mit!, Wichtel Akademie, MiniMax
- Luxembourg : KidsCare
- Pays-Bas : Wonderland
- Suisse : Cap Canaille, Babilou
- Belgique : Babilou
- Singapour : Little Footprints, Kiddiwinkie
- Inde : Amélio, Saplings par Amélio
- Émirats arabes unis : Blossom
- États-Unis : Little Sprouts, Building Blocks, Heartworks, STEAMworks, Loveworks
- Colombie : Origami
- Argentine : Jardines Maternales Dialogos

En 2025, Babilou a annoncé un plan stratégique à horizon 2028 visant notamment à privilégier la qualité de l’accueil’. Le groupe prévoit de déployer un programme d’audit interne renforcé, un comité scientifique, ainsi que des actions en matière de formation des équipes. Il sera également le premier acteur du secteur à mettre en place une mesure de satisfaction mensuelle des parents. Enfin, il prévoit l’ouverture d’environ 200 nouvelles crèches dans le monde d’ici 2028.

## Accusations de mauvais traitements
En 2023, le groupe est accusé de mauvaises pratiques et maltraitance à la suite de la publication d'un rapport de l'Inspection générale des affaires sociales, aux côtés des trois autres grands groupes de crèches privées français (Les petits chaperons rouges, People & Baby, et La maison bleue).
L'affaire prit une plus grande ampleur médiatique à la suite de la publication de deux livres d'enquête critiquant le secteur des crèches françaises plus largement. Les responsables de Babilou furent alors convoqués par la ministre Aurore Bergé. Quelques mois plus tard, l’établissement de Narbonne, doit fermer« pour garantir la sécurité des enfants ». Babilou déclare avoir « fourni l’ensemble des garanties au service de PMI et de Préfecture sur le fait qu'il n'y a eu aucun manquement grave lié à la sécurité des enfants », la crèche de Narbonne a rouvert ses portes dès le 24 janvier 2024.

## Fondation Babilou Family
En 2017, Babilou crée la Fondation Babilou Family, dédiée à l'amélioration de l'éducation et de la protection de la petite enfance[réf. souhaitée].
En collaboration avec l'UNESCO, la fondation a organisé le Congrès international sur les neurosciences, l’éducation et la protection de la petite enfance, explorant le développement cognitif des enfants, la réduction des inégalités en matière d'éducation et l'importance des fonctions exécutives pour les compétences socioémotionnelles,.